# Giro della Repubblica Ceca
Il Giro delle Repubblica Ceca (nome ufficiale in inglese Czech Cycling Tour, poi Sazka Tour per motivi di sponsorizzazione), è una corsa a tappe maschile di ciclismo su strada che si svolge in Repubblica Ceca ogni anno nel mese di agosto. Istituito nel 2010, dal 2011 fa parte del calendario dell'UCI Europe Tour: fino al 2014 è stato classificato come prova 2.2; nel 2015 è stato promosso a classe 2.1.

## Albo d'oro
Aggiornato all'edizione 2025.
| Anno | Vincitore             | Secondo                    | Terzo               |
| ---- | --------------------- | -------------------------- | ------------------- |
| 2010 | Leopold König         | Tomáš Bucháček             | Milan Kadlec        |
| 2011 | Stanislav Kozubek     | Dariusz Baranowski         | Jiří Hudeček        |
| 2012 | František Padour      | Pavel Kočetkov             | Sven van Luijk      |
| 2013 | Leopold König         | Kristian Haugaard Jensen   | Sven van Luijk      |
| 2014 | Martin Mortensen      | Nicolas Baldo              | Maroš Kováč         |
| 2015 | Petr Vakoč            | Jan Bárta                  | Zdeněk Štybar       |
| 2016 | Diego Ulissi          | Sebastian Langeveld        | Davide Rebellin     |
| 2017 | Josef Černý           | Jan Bárta                  | Jan Tratnik         |
| 2018 | Riccardo Zoidl        | Andreas Schillinger        | Aleksejs Saramotins |
| 2019 | Daryl Impey           | Lucas Hamilton             | Michael Kukrle      |
| 2020 | Damien Howson         | Jack Bauer                 | Markus Hoelgaard    |
| 2021 | Filippo Zana          | Tobias Halland Johannessen | Rein Taaramäe       |
| 2022 | Lorenzo Rota          | Anthon Charmig             | Kevin Colleoni      |
| 2023 | Florian Lipowitz      | Ben Zwiehoff               | Jakub Otruba        |
| 2024 | Marc Hirschi          | Diego Ulissi               | Sergio Higuita      |
| 2025 | William Junior Lecerf | Cian Uijtdebroeks          | Alessandro Fancellu |

### Vittorie per nazione
Aggiornato all'edizione 2025.
| Pos. | Nazione   | Vittorie |
| ---- | --------- | -------- |
| 1    | Rep. Ceca | 6        |
| 2    | Italia    | 3        |
| 3    | Danimarca | 1        |
| 3    | Austria   | 1        |
| 3    | Sudafrica | 1        |
| 3    | Australia | 1        |
| 3    | Germania  | 1        |
| 3    | Svizzera  | 1        |
| 3    | Belgio    | 1        |